# Lægeplante
En lægeplante, lægeurt eller medicinalplante er en plante som indeholder et eller flere aktive stoffer der kan benyttes til at lindre eller helbrede sygdom eller benyttes i fremstilling af lægemidler.
Flere lægeplanter bærer det botanisk navn officinalis hvilket angiver at planten har været betegnet som Officinal og dermed tidligere var blandt de lægeplanter som burde findes fast tillgængeligt på et apotek(officin). Et eksempel herpå er Melissa officinalis (citronmelisse). Op gennem 1900-tallet mistede lægeplanter, i hvert fald i Vesten, deres dominerende rolle i forbindelse med lindring og helbredelse af sygdom til fordel for industrielt fremstillede lægemidler med syntetiske aktive stoffer.
Fra 60'erne og frem vandt naturmedicin og den traditionelle brug af lægeplanter igen frem, og der kom en række bøger om brugen af naturens lægeurter. Fælles for de forskellige skoler indenfor alternative behandlinger, herunder brugen af lægeplanter, er en holistisk tilgang til sundhed og helbredelse
Indenfor EU stilles samme kvalitetskrav til fremstilling og sikkerhed af plantebaserede lægemidler som for konventionelle lægemidler. Mange medicinalplanter sælges derfor i Danmark under betegnelsen kosttilskud, da de dermed ikke er underlagt samme krav til videnskabelig dokumentation for deres effekt og sikkerhed.